# Amazonas (Brésil)
Pour les articles homonymes, voir Amazonas.
L’Amazonas (prononcé en portugais : [ɐmaˈzonɐs]) est le plus grand des États du Brésil en superficie, dans le nord-ouest du pays. Il est bordé au nord par la Colombie et le Venezuela, à l’est par le Roraima et le Pará, au sud par le Mato Grosso et le Rondônia, au sud-ouest par l'État de l'Acre et à l’ouest par le Pérou.
À la frontière avec le Venezuela se situe le pico da Neblina qui, avec 2 994 m d'altitude, est le point culminant du Brésil.
L'État compte une population de 3 807 923 habitants pour une superficie de 1 664 000 km2. Sa capitale est Manaus.

## Histoire

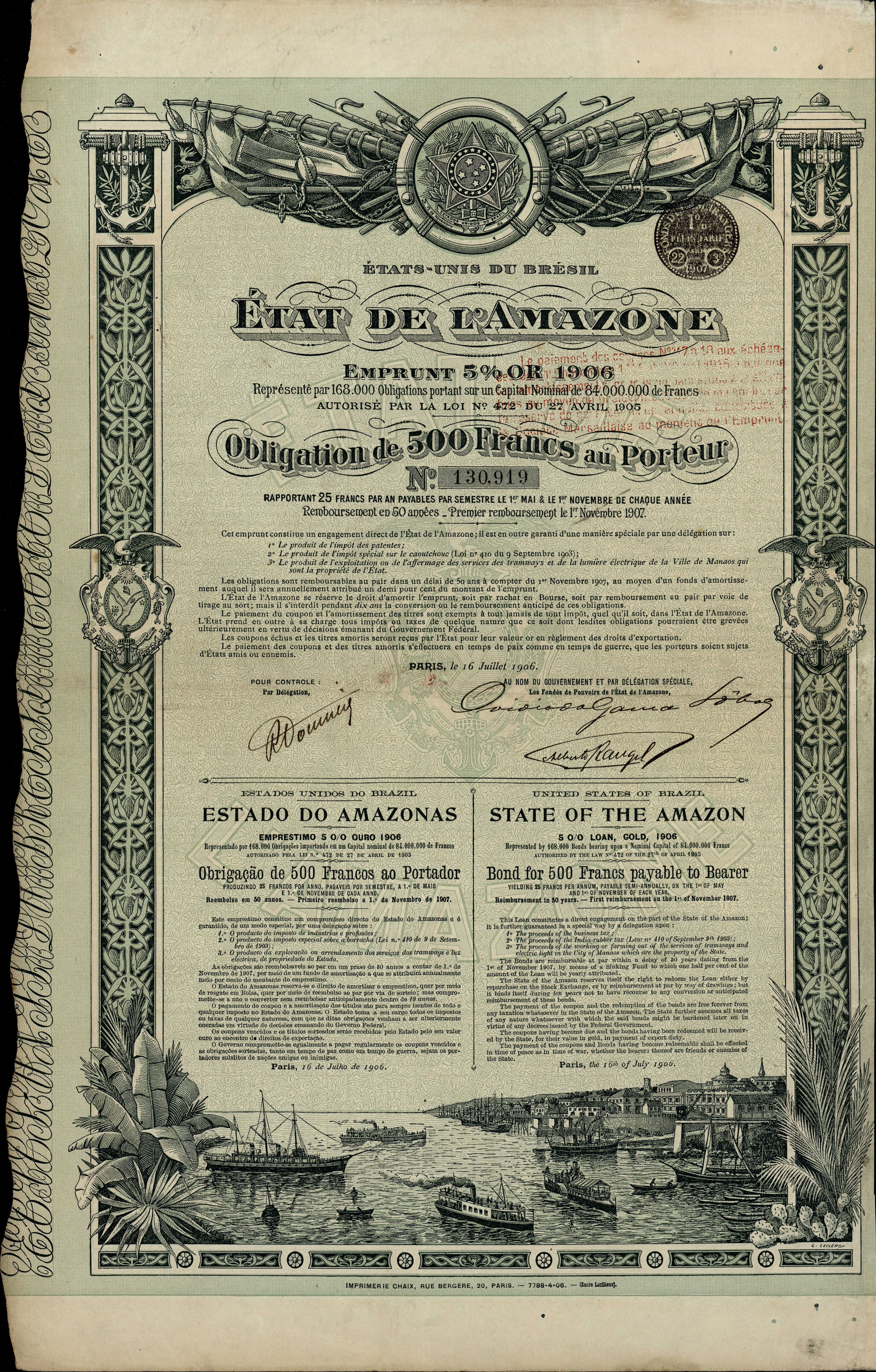
Obligation de l'État de l'Amazonas en date du 16 juillet 1906.

Jusqu’au XVIIIe siècle, toute l’Amazonie actuellement brésilienne appartenait à l’Espagne et était pratiquement inconnue, visitée seulement par des missionnaires et des expéditions officielles, comme celle de Pedro Teixeira qui atteignit Quito en 1637.
En 1669, le capitaine Francisco da Mota Falcão créa le petit fort de São José de Rio Negro qui fut le noyau de la future Manaus et qui devint, en 1757, la capitale de la capitainerie de même nom.
Le manque d’attraits économiques du territoire fit que l’Espagne céda la région au Portugal par le traité de Madrid en 1750.
Lors de l’indépendance  du Brésil, en 1822, la région s’intégra au Pará et participa aux luttes de Cabanagem de 1835 à 1840.
En 1850 fut créée la province d’Amazonas. En 1866, la navigation sur l’Amazone fut ouverte à la navigation internationale et le caoutchouc commença à attirer beaucoup de monde. Entre 1890 et 1910, le caoutchouc de l’Amazonas correspond à 40 % de la production mondiale. De 1872 à 1920, la population  passa de 58 000 à près de 1,5 million d’habitants et Manaus devint une ville du type européen.
À partir de 1910, Amazonas perd les marchés en faveur de la concurrence asiatique, le déclin fut rapide et dura jusqu’en 1950 quand le gouvernement essaya de rompre l’isolement de la région par la construction de la route Belém-Brasilia.
En 1967, l’institution de la Zone franche de Manaus pour créer un pôle industriel favorisa aussi le développement du commerce, du tourisme, de l’hôtellerie et des services avec la création d’environ 100 000 emplois. Des tentatives d’installer une agriculture n’ont pas donné de résultats parce que, après le retrait de la végétation, la terre y est rarement fertile.
La plus grande partie des routes ont été reprises par la forêt ; c’est le cas de la Transamazonica qui n’est praticable que sur un petit trajet et encore durant la période sèche.
On assiste à partir de 1980 à un déclin de la zone franche, dû en grande partie à la diminution des aides fiscales, conséquence de la tendance de diminuer l’intervention  de l’État dans l’économie. Les autorités sont de plus en plus préoccupées par l’occupation et la défense de l’Amazonie, créant notamment un réseau de surveillance  de l’espace aérien.

### Gouverneurs
| Période | Période  | Identité              | Étiquette | Qualité |
| ------- | -------- | --------------------- | --------- | ------- |
| 1991    | 2015     | Gilberto Mestrinho    | PMDB      |         |
| 1995    | 2003     | Amazonino Mendes      | PTB       |         |
| 2003    | 2010     | Eduardo Braga         | PMDB      |         |
| 2010    | 2014     | Omar Aziz             | PMN       |         |
| 2014    | 2017     | José Melo de Oliveira | PROS      |         |
| 2017    | 2017     | David Almeida         | PSD       | intérim |
| 2017    | 2018     | Amazonino Mendes      | PDT       |         |
| 2019    | En cours | Wilson Lima           | PSC       |         |

## Déforestation
Pour l'année 2005, 928 km2 de forêt amazonienne ont été détruits dans le sud de l'État de l'Amazone selon les données du SIPAM (Système de protection de l'Amazone du Brésil), l'aire touchée par la déforestation atteint les 12 445 km2 rien que dans cette région. Le défrichement concerne même des zones pourtant protégées par les autorités.
Le 11 août 2019, l'État déclare l'état d'urgence face aux nombreux feux de forêt qui ravagent la région depuis janvier.

## Climat
L'Amazonas est victime d'une importante sécheresse à l'automne 2023. L'État est placé en alerte et la plupart des activités subissent un contrecoup notable. La navigation est perturbée sur 90% des lignes fluviales, alors que les cours d'eau atteignent un niveau particulièrement bas, à l'image du Rio Negro. Les déplacements sont restreints, ce qui menace l'accès aux soins ou à l'éducation, le commerce, le transport de marchandises, etc. Au total, plus de 500 000 habitants seraient touchés par le phénomène. Devant l'ampleur de la sécheresse, le gouvernement brésilien débloque l'équivalent de 25 millions d'euros pour le dragage des cours d'eau, dont deux sont organisés sur les fleuves Solimoes et Madeira. Cette sécheresse est assortie de feux de forêt, parfois d'origine criminelle, qui aboutissent conjointement à rendre l'air particulièrement pollué. L'air de Manaus était le troisième le plus toxique du monde le 11 octobre, selon le World Air Quality Index.

## Religion
| Religion             | Pourcentage | Nombre    |
| -------------------- | ----------- | --------- |
| Catholicisme         | 59,46 %     | 2 071 453 |
| Protestantisme       | 31,16 %     | 1 085 480 |
| Sans religion        | 6,03 %      | 209 952   |
| Spiritisme           | 0,42 %      | 14 800    |
| Umbanda et Candomblé | 0,05 %      | 1 677     |
| Judaïsme             | 0,05 %      | 1 696     |